# 尚崇安
尚崇安（？—？），满洲镶黄旗人，清朝政治人物。
尚崇安曾于1715年接替刘洴任上海县知县一职，1717年由陈锜接任。